# Автошлях М 21
Автошлях М 21 — автомобільний шлях міжнародного значення на території України, Виступовичі — Житомир — Могилів-Подільський — кордон із Молдовою. Проходить територією Житомирської та Вінницької областей. Є частиною європейського маршруту E583 (ділянка Могилів-Подільський — Житомир).
Починається на контрольно-пропускному пункті Виступовичі, проходить через Овруч, Коростень, Черняхів, Житомир, Бердичів, Калинівку, Вінницю, Жмеринку та закінчується на пропускному пункті Могилів-Подільський, що веде до Бельців у Молдові.
13 січня 2011 року був відкритий об'їзд навколо міста Калинівка довжиною близько 10 км.

## Загальна довжина
Виступовичі — Житомир — Могилів-Подільський (через м. Вінницю) — 413,4 км.
Під'їзди:
Північний під'їзд до м. Бердичева — 3,2 км.
Південний під'їзд до м. Бердичева — 3,3 км.
Під'їзд до м. Калинівки — 0,2 км.
Разом — 420,1 км.

## Маршрут
Автошлях зокрема проходить через такі населені пункти:
| Автошлях М 21                     | |
|                                   | Білорусь Р31 |
| Житомирська область               | |
| Коростенський район               | |
| КПП «Виступовичі»                 | |
| Рудня                             | |
| Прилуки                           | |
| Дубовий Гай                       | |
| Овруч                             | Т 0619 |
| Заріччя                           | |
| Потаповичі                        | |
| Білокамінка                       | |
| Рудня                             | |
|                                   | Р49 |
| Васьковичі                        | Т 0604 |
| Бехи                              | |
| Коростень                         | Вулиця Сергія Кемського, вулиця Грушевського, вулиця Селезньова E373М07Т 0613                                           |
| Поліське                          | |
| Веселівка                         | |
| Лісівщина                         | |
| Мойсіївка                         | |
| Житомирський район                | |
| Ягодинка                          | |
|                                   | Т 0603 |
| Топорище                          | |
| Черняхів                          | |
| Оліївка                           | |
|                                   | E40М06 |
| Житомир                           | Покровська вулиця, Київська вулиця, Соборний майдан, Велика Бердичівська вулиця, вулиця Жуйка, Бердичівське шосе Н03Р18 |
| Гуйва                             | |
| Сінгури                           | |
| Двірець                           | |
| Бердичівський район               | |
| Рея                               | |
| Осикове                           | |
|                                   | М21 (північний під'їзд до м. Бердичева)                                                                                 |
| Північний під'їзд до м. Бердичева | |
| Гришківці                         | |
| Бердичів                          | |
| Бердичівський район               | |
| Семенівка                         | |
|                                   | М21 (південний під'їзд до м. Бердичева)                                                                                 |
| Південний під'їзд до м. Бердичева | |
| Бердичів                          | вулиця Одеська |
| Бердичівський район               | |
| Хажин                             | |
| Вінницька область                 | |
| Хмільницький район                | |
| Жежелів                           | |
| Медведівка                        | |
| Махнівка                          | Н02 |
| Перемога                          | |
| Загребельня                       | |
| Корделівка                        | |
| Калинівка                         | |
| Вінницький район                  | |
| Стрижавка                         | |
|                                   | М30 |
| Вінниця                           | Львівське шосе, Барське шосе,                                                                                           |
| Березина                          | |
| Пултівці                          | Р67 |
| Жмеринський район                 | |
| Людавка                           | |
|                                   | Т 0214 |
| Рів                               | Т 0218 |
|                                   | Т 0217 |
| Вендичани                         | |
| Могилів-Подільський               | Т 2308Р36Т 0202 Молдова                                                                                                 |